# Riccardo Goi
Pour les articles homonymes, voir Goi.
Riccardo Goi, né le 24 août 1992 à Viadana en Italie, est un joueur italien de volley-ball. Il mesure 1,73 m et joue libero.

## Clubs
| Club                      | De        | À         |
| ------------------------- | --------- | --------- |
| Pallavolo Reggio d'Émilie | 2010-2011 | 2012-2013 |
| PRC Ravenne               | 2013-2014 | 2018-2019 |

## Palmarès
Néant.